# Edgeworthia gardneri
Edgeworthia gardneri är en tibastväxtart som beskrevs av Carl Daniel Friedrich Meisner. Edgeworthia gardneri ingår i släktet Edgeworthia och familjen tibastväxter. Inga underarter finns listade i Catalogue of Life.